# Toshiba AC100

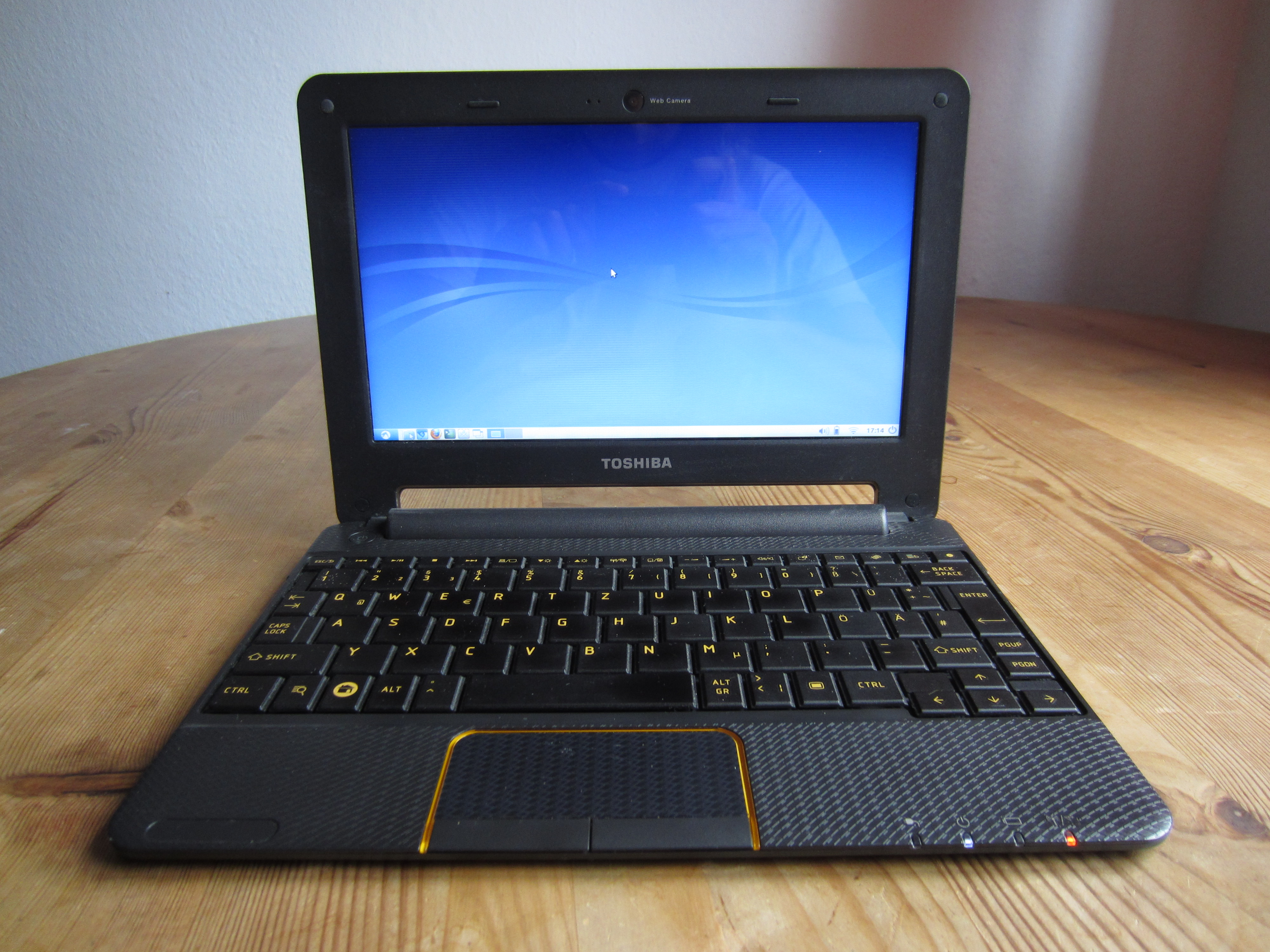
Netbook Toshiba AC100

Toshiba AC100 (v Japonsku pod názvem Dynabook AZ) je netbook od firmy Toshiba postavený na platformě Nvidia Tegra verze 2. Má tedy dvoujaderný procesor ARM Cortex-A9 MPCore z rodiny ARMů. Prodává se s operačním systémem Android, ale je možné na něj nainstalovat i jiné linuxové systémy. Například jej oficiálně podporuje linuxová distribuce Ubuntu.

## Hardware
- Nvidia Tegra s dvoujádrovým procesorem ARM Cortex-A9 MPCore o taktovacím kmitočtu 1GHz a s L2 keší velikosti 1MB
- 512 MB paměti
- eMMC paměť místo pevného disku, podle modelu 16 GB nebo 32 GB
- displej s úhlopříčkou 25,7cm a rozlišením 1024×600 pixelů
- webová kamera
- touchpad
- bezdrátová síť
- 3G modem (některé modely)
- místo pro vložení SD karty
- USB port